# Niederlindach (Heßdorf)
Niederlindach ist ein Gemeindeteil der Gemeinde Heßdorf im Landkreis Erlangen-Höchstadt (Mittelfranken, Bayern). Niederlindach liegt in der Gemarkung Hannberg.

## Geographie
Das Dorf liegt am Flüsschen Lindach im sogenannten Seebachgrund und ist unmittelbar von Acker- und Grünland und kleinen Waldparzellen umgeben. Im Süden wird die Flur Espach genannt, im Südosten Klingen. 0,5 km weiter westlich  befindet sich eine kleine Weiherplatte, Kohl- und Feldweiher genannt, 1 km nordwestlich erhebt sich der Altenberg (300 m ü. NHN).
Die Staatsstraße 2240 verläuft nach Klebheim (1,2 km nördlich) bzw. nach Hannberg (1,2 km südöstlich). Eine Gemeindeverbindungsstraße verläuft nach Dannberg (1,4 km westlich). Durch den Ort verläuft der Fränkische Marienweg.

## Geschichte
Der Ort wurde erstmals 1065 urkundlich erwähnt in einer Schenkungsurkunde des Bischofs Gunther von Bamberg an sein Domkapitel, in der mehrere „Ställe“ in Niederlindach erwähnt wurden. Weitere Stiftungen wurden um 1170 durch Subdiakon Heinrich aus Bamberg und im 14. Jahrhundert durch Erkenbert von Henfenfeld an die Bamberger Domkustorei genannt. Die Besitzungen in Niederlindach wurden zwischen 1387 und 1457 von der Domkustorei mehrfach als Lehen ausgegeben. 1335 erfolgte eine Jahresstiftung durch Bischof Werntho. Neben dem Domkapitel in Bamberg als größtem Grundherrn besaßen die Nürnberger Patrizier Haller im 15. Jahrhundert einen Hof, der über Oelhafen von Schöllenbach im 16. Jahrhundert an die Holzschuher ging, die ihn 1680 von allen Verbindlichkeiten freisprachen. Außerdem besaß das Nürnberger Landalmosenamt von 1547 bis 1803 in Niederlindach einen Hof.
Gegen Ende des 18. Jahrhunderts gab es in Niederlindach 17 Anwesen. Das Hochgericht übte das bambergische Centamt Herzogenaurach aus. Die Dorf- und Gemeindeherrschaft hatte die Oblei Hannberg des Bamberger Domkapitels inne. Grundherren waren das Bamberger Domkapitel (Oblei Niederlindach: 1 Dreiviertelhof, 2 Halbhöfe, 1 Viertelhof, 1 Gut, 1 Haus und Oblei Hannberg: 1 Dreiviertelhof, 2 Halbhöfe, 2 Viertelhöfe, 2 Häuser, 1 Hirtenhaus), die Reichsstadt Nürnberg (Landesalmosenamt-Vogtei Lonnerstadt: 1 Hof) und das Rittergut Neuenbürg (1 Hof). Ein weiterer Hof war freieigen.
Im Rahmen des Gemeindeedikts wurde Niederlindach dem 1811 gebildeten Steuerdistrikt Hannberg und der 1818 gegründeten Ruralgemeinde Hannberg zugeordnet.
Im Zuge der Gebietsreform in Bayern wurde Niederlindach am 1. Juli 1972 in die Gemeinde Heßdorf eingegliedert.

### Baudenkmäler
- Kreuzung Klebheimer-Dannberger Straße eine lebensgroße Kreuzigungsgruppe aus Sandstein von ca. 1790.
- Von Hesselberg nach Niederlindach: Marienstatue
- am südlichen Ortsausgang: Martersäule
- an der Straße zwischen Niederlindach und Hesselberg: Kruzifix
- Klebheimer Str. 3: Stadel mit Fachwerk aus dem 18. Jahrhundert
- Ringstraße 8: Hausfigur
- Ringstraße 13: Wohnstallhaus

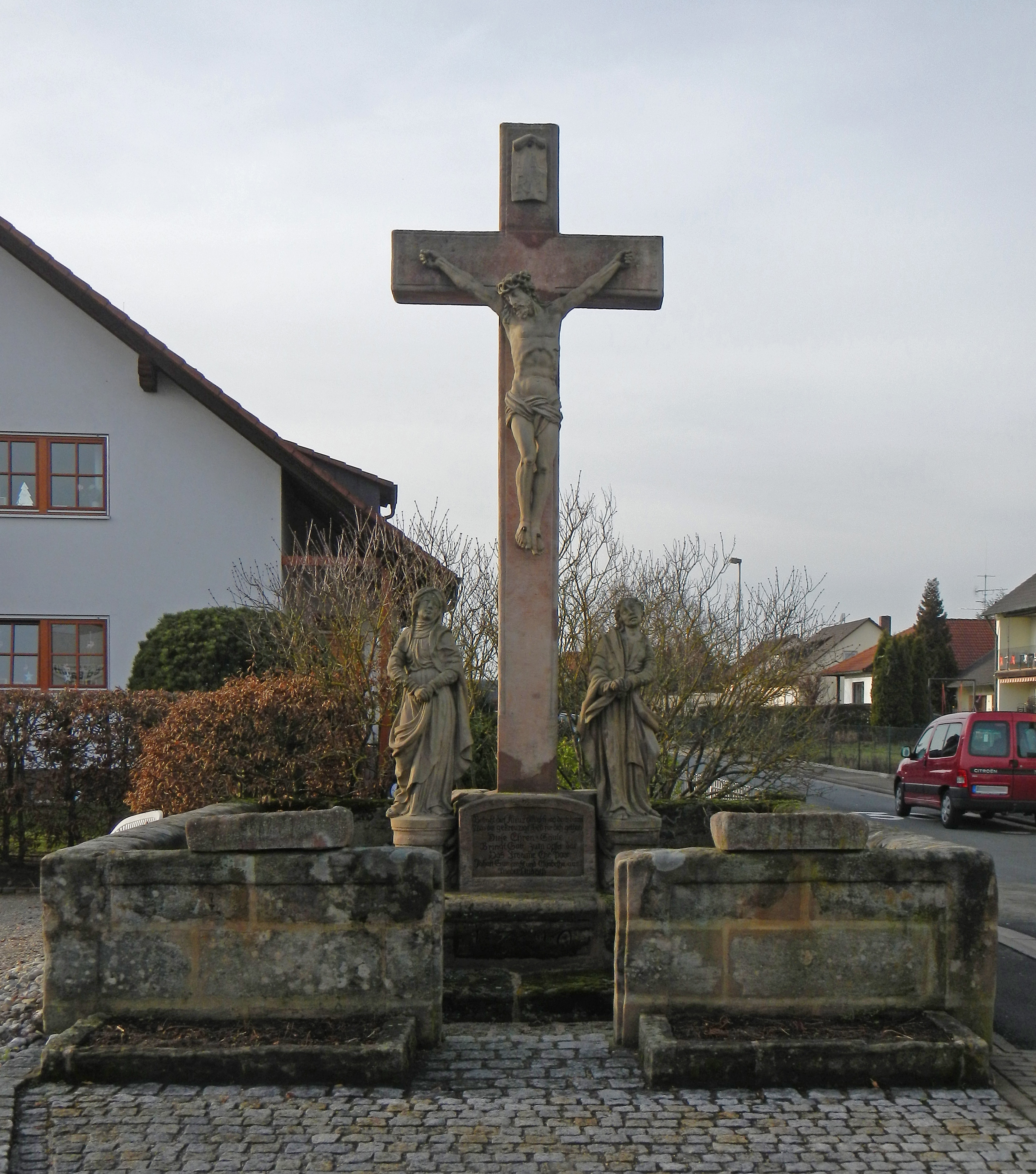
Kreuzigungsgruppe
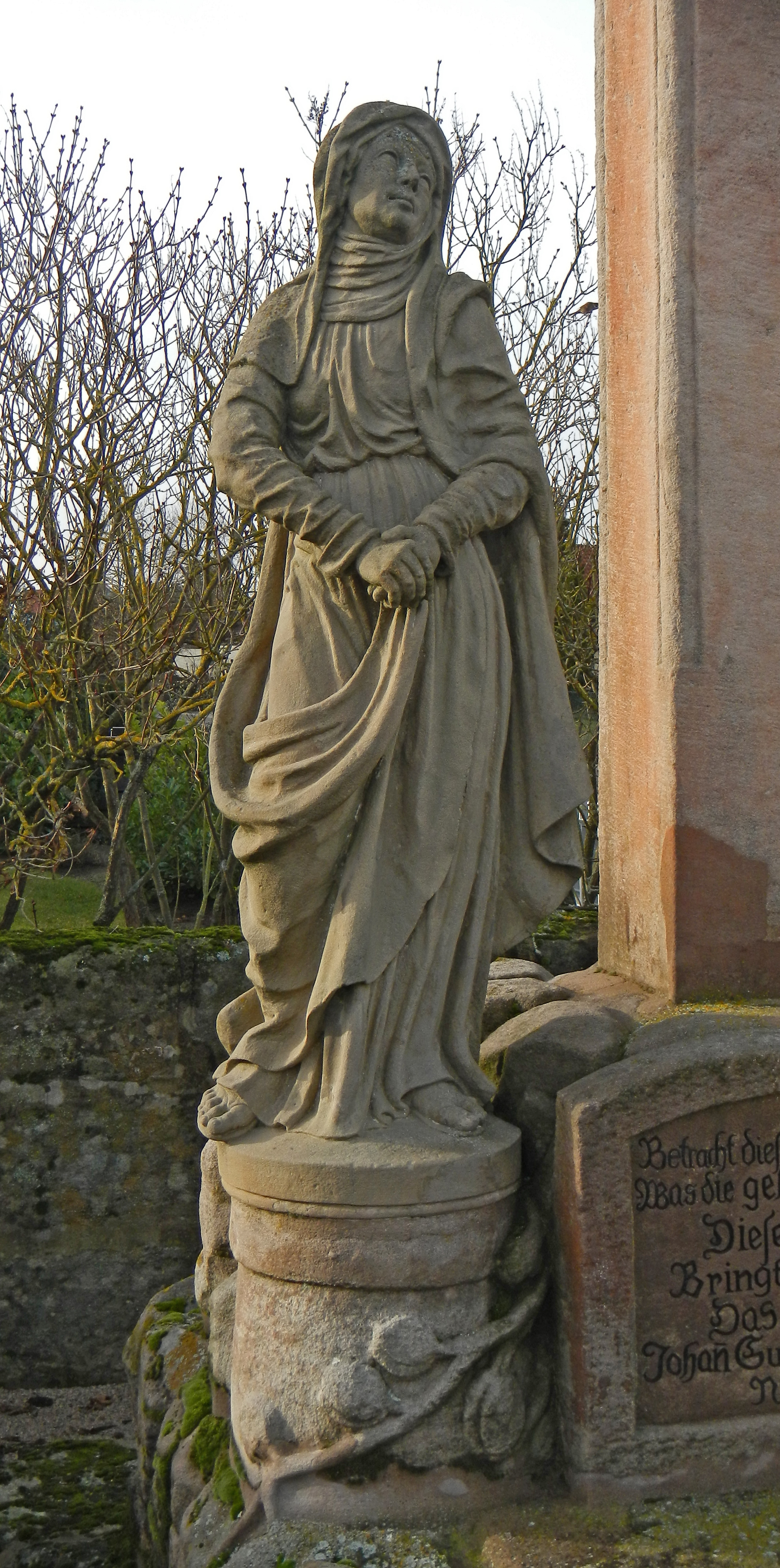
Skulptur Kreuzigungsgruppe
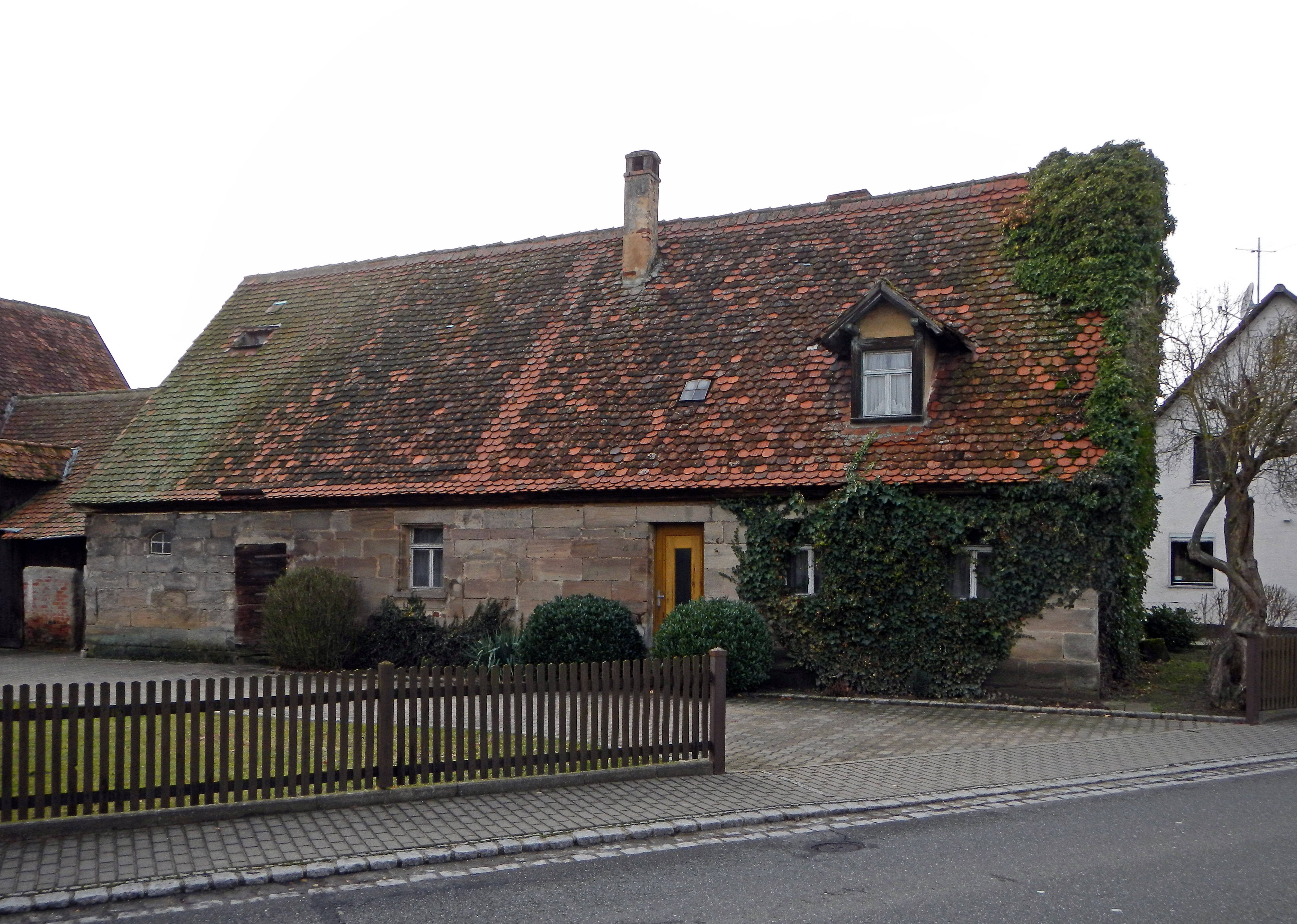
Stadel, 18. Jh.
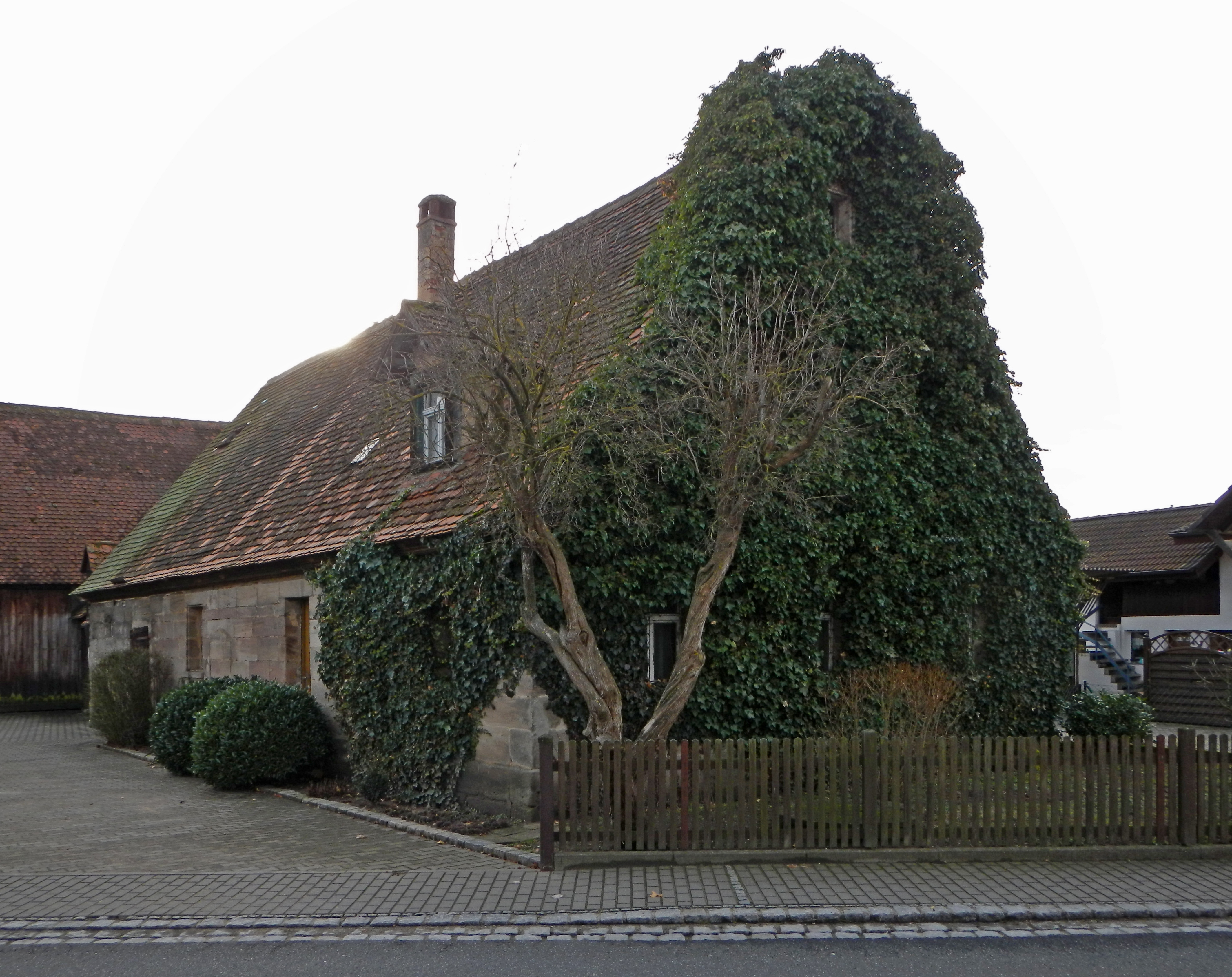
Stadel, 18. Jh.
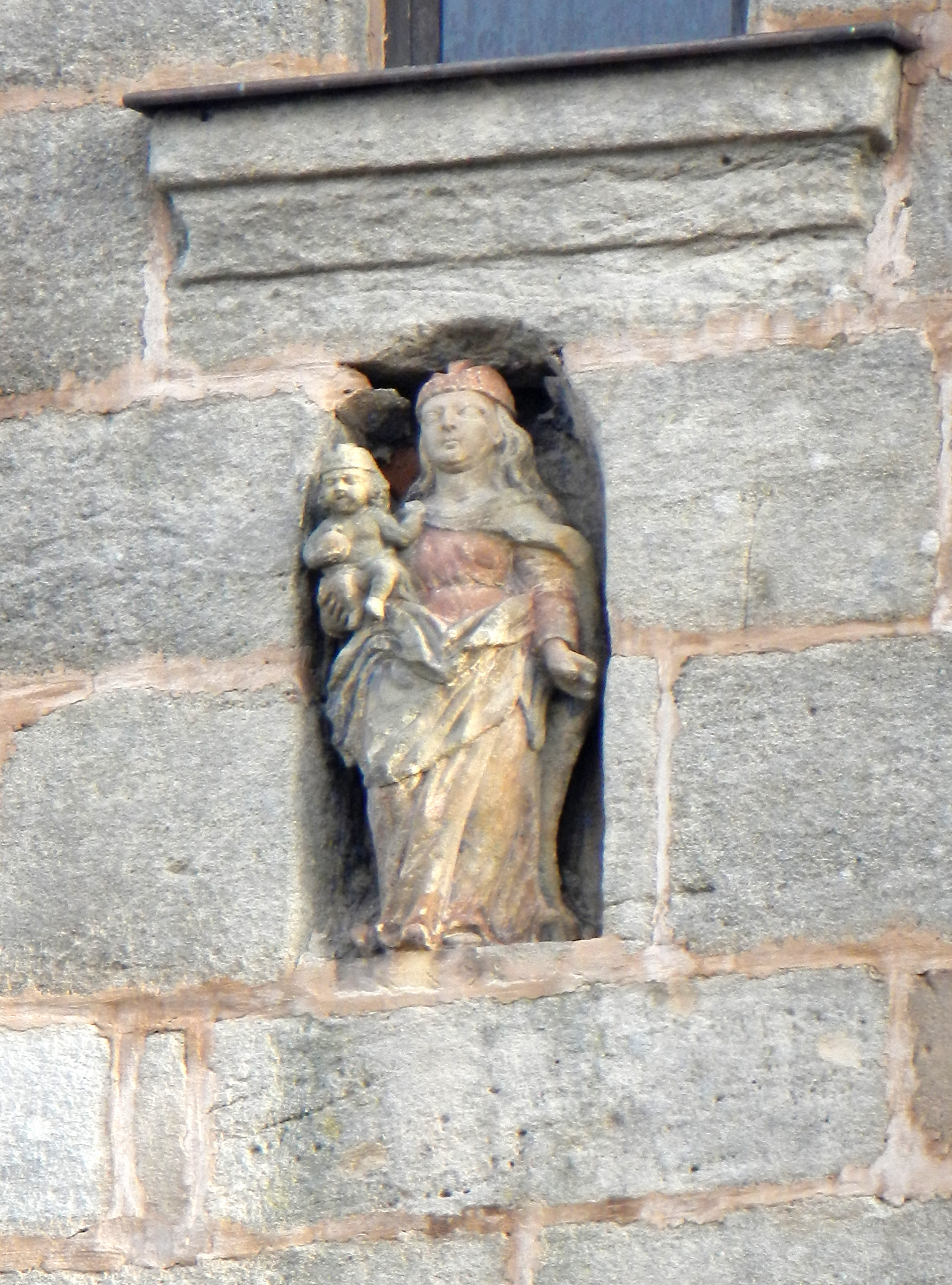
Hausfigur in Nische

### Einwohnerentwicklung
| Jahr      | 001818 | 001861 | 001871 | 001885 | 001900 | 001925 | 001950 | 001961 | 001970 | 001987 | 002013 | 002023 |
| Einwohner | 105    | 154    | 147    | 159    | 155    | 187    | 221    | 220    | 239    | 344    | 497    | 522    |
| Häuser    | 21     |        |        | 30     | 28     | 31     | 35     | 39     |        | 99     |        |        |
| Quelle    | [ 10 ] | [ 11 ] | [ 12 ] | [ 13 ] | [ 14 ] | [ 15 ] | [ 16 ] | [ 17 ] | [ 18 ] | [ 19 ] |        | [ 1 ]  |

## Religion
Der Ort ist römisch-katholisch geprägt und seit 1574 nach Geburt Mariens (Hannberg) gepfarrt. Die Einwohner evangelisch-lutherischer Konfession sind nach St. Kilian (Kairlindach) gepfarrt.